# سیارک ۲۳۰۸
سیارک ۲۳۰۸ (به انگلیسی: 2308 Schilt، نامگذاری:1967JM) دو هزار و سیصد و هشتمین سیارک کشف شده‌است که در ۶ مه ۱۹۶۷ کشف شد.
قدر مطلق سیارک برابر ۱۱٫۸۰ است.